# بحر الرمال الأعظم

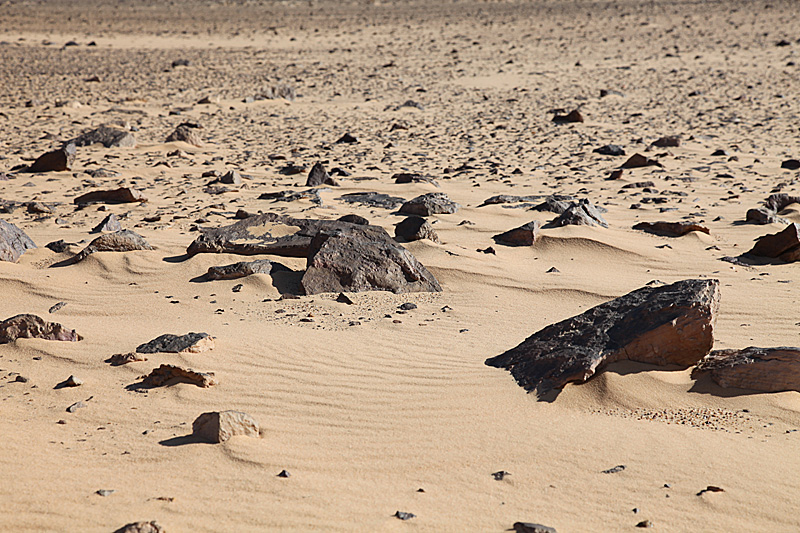
منطقة صخرية في بحر الرمال العظيم

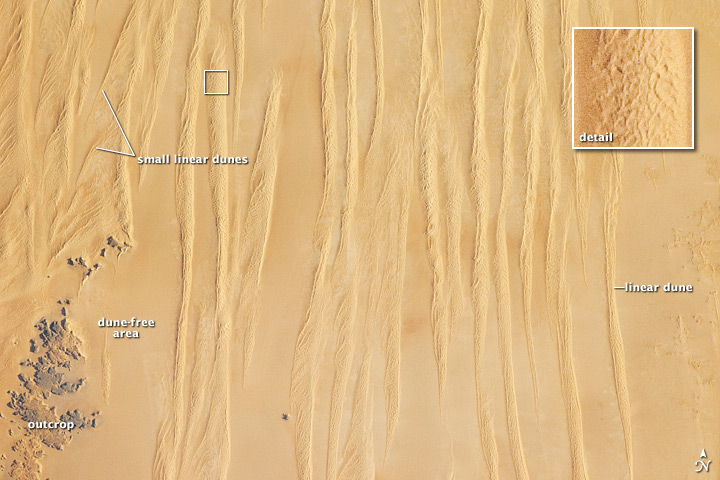
صورة فضائية لبحر الرمال الأعظم من مرصد الأرض التابع لناسا.

بحر الرمال العظيم أو بحر الرمال المصري، هي منطقة كثبان رملية واسعة تتكون من ثلاث بحار رملية تتواجد في الجنوب الغربي من الصحراء الغربية يمتد بمحاذاة الحدود المصرية الليبية ما بين الجلف الكبير وواحة سيوة، وهو عبارة عن منطقة كثبان رملية ناعمة يبلغ عرضها 200 كم ويمتد منه لسان عرضه 150 كم من جنوب سيوة حتى واحة جالو في داخل ليبيا، تتكون من طبقات من الرمال المتحركة فوق طبقه من الجير الناعم وفوق كمية كبيرة من المياه الجوفية وهو ما يفسر حدوث ظواهر تحرك رماله كموج البحر.

## التاريخ
كانت هذه المنطقة عبر التاريخ معروفة للعديد من سكان المنطقة خاصة التجار الذين يسافرون على ظهور الجمال عبر الصحراء، إلا أن أول أوروپي يوثق بحر الرمال الأعظم هو غيرهارد رولفس الذي بدأ برحلاته الاستكشافية إلى الصحراء عام 1865، وأطلق على الامتداد الأكبر للكثبان اسم Große Sandmeer.

## الطبيعة الجغرافية
يمتد بحر الرمال العظيم ما بين هضبة الجلف الكبير في الجنوب وواحة سيوة والجبغبوب في الشمال، ويمتد بحر الرمال العظيم بطول بين 650 و500 كيلومترًا تقريبًا من الشمال إلى الجنوب وبعرض يتراوح بين 350 و160 كم من الشرق إلى الغرب وتغطى كثبان بحر الرمال العظيم حوالى 36% من إجمالى مساحة الصحراء الغربية بإجمالي مساحة تبلغ 150 ألف كيلومتر مربع.
تنتشر الرمال على شكل سلال طولية شمالية جنوبية أو شمالية غربية وجنوبية شرقية. تصل سمك بعض هذه الرمال إلى أكثر من 80 متر. وهي مكونة في الغالب من الصخور المينوسينية المنتشرة في شمال الصحراء الغربية المصرية والليبية.
ينحدر بحر الرمال من الجنوب الذي يرتفع أكثر من 500 متر إلى الشمال عند واحة سيوة التي تقل ارتفاعها عن 100 متر، وتحيط به الهضاب من الجنوب والشرق.

## الاقتصاد
على الرغم من وجود الكثبان الرملية فقد نشأت بالمنطقة حركة سياحية تتمثل في إقبال السياح على مشاهدة المناظر الطبيعية للمنطقة فضلاً على إقبالهم على ممارسة التزلج على الرمال. غير السياحة فأطرف المنطقة ملائمة لإنتاج الطاقة الشمسية إذا لها معدل سطوع شمسي بين 12-14 ساعة في اليوم على مدار السنة.

## نظر أيضاً
- زجاج الصحراء الليبية
- الصحراء الليبية
- الصحراء الكبرى